# Язево (Подляское воеводство)
Язево (пол. Jaziewo) — деревня в Августовском повете Подляского воеводства Польши. Входит в состав гмины Штабин. Находится примерно в 21 км к югу от города Августов. По данным переписи 2011 года, в деревне проживало 337 человек.
В конце XVIII века Язево входило в состав Гродненского повета Трокского воеводства. В 1-й половине XX века деревня входила в состав гмины Дембово.